# 門司税関
門司税関（もじぜいかん）は日本の税関。山口県および九州の東側を管轄し、福岡県北九州市門司区に主たる事務所を置く。

## 歴史

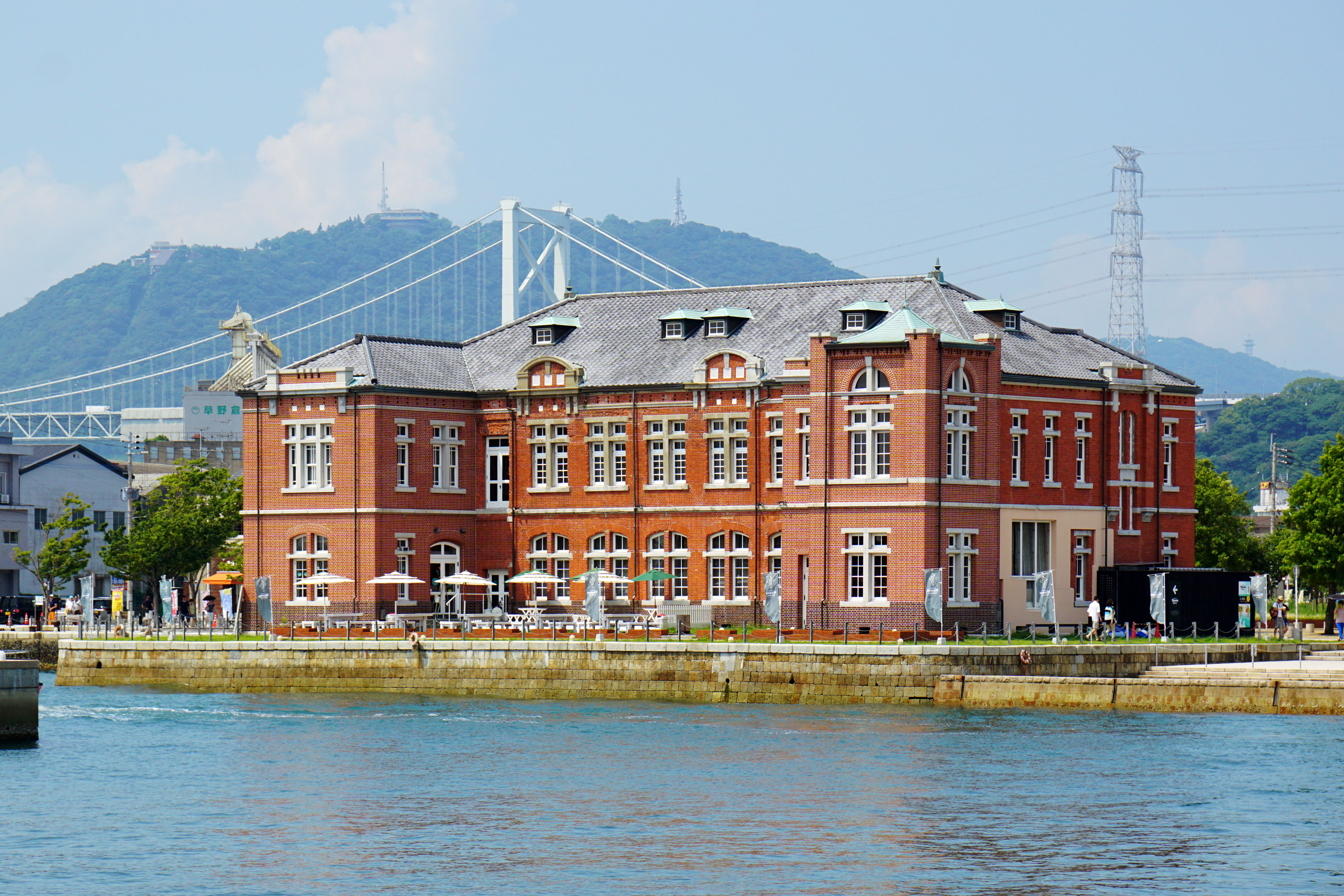
旧門司税関（2代目門司税関庁舎）

- 1889年（明治22年）11月 - 長崎税関門司出張所を設置。
- 1897年（明治30年）6月 - 門司出張所を門司税関支署と改称。
- 1909年（明治42年）11月5日 - 長崎税関から門司税関支署が独立して、門司税関となる。管轄区域は以下の通り。
  - 門司税関：山口県、福岡県（筑後地方を除く）、大分県
  - 長崎税関：福岡県筑後地方、佐賀県、長崎県、熊本県、宮崎県、鹿児島県、沖縄県
- 1910年（明治43年）
  - 7月 - 門司税関庁舎（初代）が完成。
  - 8月1日 - 門司市港町1丁目1番地の新庁舎に移転[1]。
  - 12月 - 税関庁舎、失火により焼失。
- 1912年（明治45年）3月 - 2代目門司税関庁舎（門司港レトロ地区の旧門司税関）が完成。
- 1927年（昭和2年）9月 - 3代目門司税関庁舎となる、門司税関其他合同庁舎（本館：地上5階、地下1階、別館：地上3階）が完成。
- 1943年（昭和18年）11月 - 税関閉鎖（第二次世界大戦により税関官制廃止、海運局に併合）。
  - この際、九州は門司海運局（1945年九州海運局と改称）の管轄区域となる。
- 1946年（昭和21年）6月 - 税関再開。山口県および九州7県は門司税関の管轄区域となる。
- 1953年（昭和28年）8月 - 門司税関から長崎税関支署が独立して、長崎税関となる。管轄区域は以下の通り。
  - 門司税関：山口県、福岡県（筑後地方を除く）、佐賀県北部、長崎県壱岐・対馬、大分県、宮崎県
  - 長崎税関：福岡県筑後地方、佐賀県南部、長崎県（壱岐・対馬を除く）、熊本県、鹿児島県
- 1979年（昭和54年）5月 - 4代目門司税関庁舎となる、門司港湾合同庁舎（地上10階、地下1階）が完成。
- 2009年（平成21年）11月5日 - 門司税関100周年。旧門司税関（2代目門司税関庁舎）で、門司税関100周年を記念し、11月24日〜30日、文書や写真などで歩みを振り返る「税関展」を開く[2]。また、ホームページ上に門司税関100周年記念誌を掲載。
- 2019年（令和元年）11月16日 - 門司税関110周年。「税関記念日（11月28日）」の関連行事として、1889年（明治22年）から起算して北九州港開港から満130年の年に当たることから、旧門司税関（2代目門司税関庁舎）等において「門司税関発足110周年　北九州港開港130周年記念特別イベント」を行った。[3]
- 2021年（令和３年）7月1日‐北九州空港に本関直轄の出張所である北九州空港出張所発足。同時に厳原税関支署比田勝監視署を比田勝出張所に機構変更。[4][5]

## 歴代門司税関長
| 氏名      | 出身校             | 在任期間              | 前職                             | 後職       |
| --------- | ------------------ | --------------------- | -------------------------------- | ---------- |
| 福田 浩昌 |                    | 2018年7月 - 2019年6月 | 長崎税関長                       |            |
| 水井 修   | 北海道大学水産学部 | 2019年7月 - 2020年6月 | 独立行政法人日本貿易振興機構理事 |            |
| 福田 敏行 | 中央大学経済学部   | 2020年7月 - 2021年7月 | 関税局調査課長                   | 神戸税関長 |
| 前川 隆一 |                    | 2021年7月 -           | 大阪税関総務部長                 |            |

## 管内支署・出張所
|                  |                                                  | | 所在地 | 管轄 |
| ---------------- | ------------------------------------------------ | --- | --- | --- |

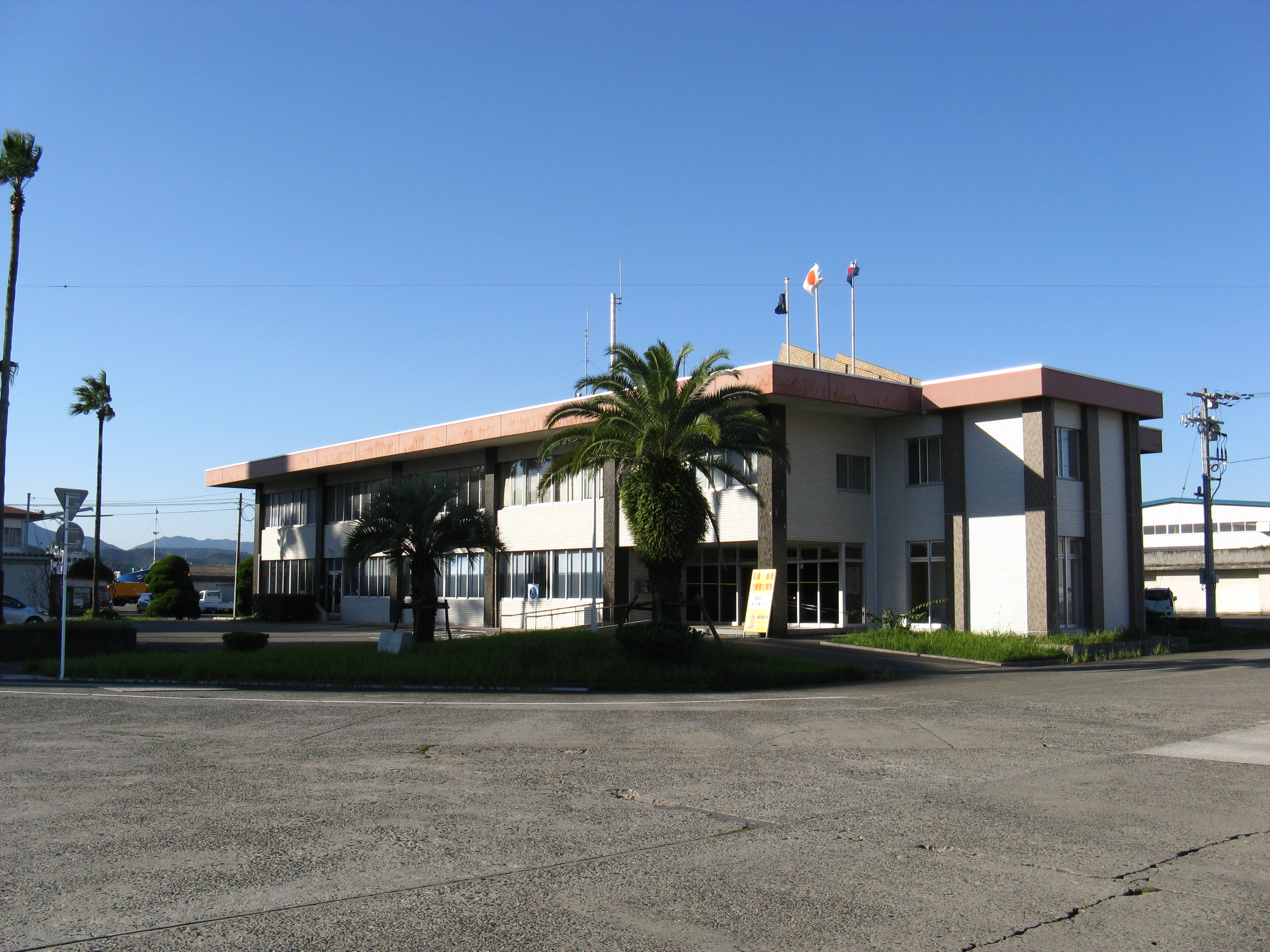
細島税関支署（細島港湾合同庁舎）

| 門司税関本関     | 門司税関本関                                     | 門司税関本関 | 福岡県北九州市門司区西海岸1-3-10 門司港湾合同庁舎 | 山口県、福岡県（長崎税関の管轄に属する地域を除く） 佐賀県（唐津市、伊万里市、東松浦郡及び西松浦郡） 長崎県 （対馬市及び壱岐市） 大分県、宮崎県 |
|                  |                                                  | 田野浦出張所 | 福岡県北九州市門司区太刀浦海岸9 | 福岡県のうち 北九州市門司区（一部） |
| 北九州空港出張所 | 福岡県北九州市小倉南区空港北町6番                | 福岡県のうち 北九州市及び京都郡のうち北九州空港                                                                        | | |
| 福岡外郵出張所   | 福岡県福岡市東区蒲田4-13-70 新福岡郵便局         | 福岡県のうち 福岡市東区蒲田4丁目、糟屋郡久山町大字久原字原のうち 郵便法第2条に規定する者が国際郵便の業務を行う事業所内 | | |
| 苅田出張所       | 福岡県京都郡苅田町港町27 苅田港湾合同庁舎        | 福岡県のうち 京都郡（苅田町）                                                                                          | | |
| 下関税関支署     | 下関税関支署                                     | 山口県下関市東大和町1-7-1 下関港湾合同庁舎                                                                             | 山口県のうち 下関市、宇部市、山口市、萩市、長門市、美祢市 山陽小野田市、阿武郡 | |
|                  | 宇部出張所                                       | 山口県宇部市新町10-33 宇部地方合同庁舎                                                                                 | 山口県のうち 宇部市、山陽小野田市 | |
| 萩出張所         | 山口県萩市大字椿東字後小畑5607-19 萩港湾合同庁舎 | 山口県のうち 萩市、長門市、阿武郡                                                                                      | | |
| 岩国税関支署     | 岩国税関支署                                     | 山口県岩国市新港町3-9-57 岩国港湾合同庁舎                                                                              | 山口県のうち 岩国市、柳井市、大島郡、玖珂郡 | |
| 徳山税関支署     | 徳山税関支署                                     | 山口県周南市徳山港町6-35 徳山港湾合同庁舎                                                                              | 山口県のうち 防府市、下松市、光市、周南市、熊毛郡 | |
|                  | 防府出張所                                       | 山口県防府市寿町6-39 防府地方合同庁舎                                                                                  | 山口県のうち 防府市 | |
| 平生出張所       | 山口県熊毛郡平生町大字曽根字西水場209-19         | 山口県のうち 熊毛郡 | | |
| 戸畑税関支署     | 戸畑税関支署                                     | 福岡県北九州市戸畑区川代2-1-3                                                                                          | 福岡県のうち 北九州市（若松区、戸畑区、八幡東区及び八幡西区） 直方市、飯塚市、中間市、宮若市、嘉麻市 遠賀郡、鞍手郡、嘉穂郡 | |
|                  | 若松出張所                                       | 福岡県北九州市若松区本町1-14-12 若松港湾合同庁舎                                                                       | 福岡県北九州市のうち 若松区 | |
| 博多税関支署     | 博多税関支署                                     | 福岡県福岡市博多区沖浜町8-1 福岡港湾合同庁舎                                                                           | 福岡県のうち 福岡市 福岡空港、福岡外郵出張所の管轄区域として、税関長が定める地域を除く 筑紫野市、春日市、大野城市、宗像市、太宰府市、古賀市、福津市 朝倉市、糸島市、那珂川市 糟屋郡 福岡外郵出張所の管轄区域として、税関長が定める地域を除く 朝倉郡 | |
| 福岡空港税関支署 | 福岡空港税関支署                                 | 福岡県福岡市博多区大字青木739 福岡空港国際線旅客ターミナルビル                                                         | 福岡県福岡市のうち 福岡空港 | |
| 伊万里税関支署   | 伊万里税関支署                                   | 佐賀県伊万里市山代町久原2976-31 伊万里港湾合同庁舎                                                                     | 佐賀県のうち 唐津市、伊万里市、東松浦郡、西松浦郡 | |
|                  | 唐津出張所                                       | 佐賀県唐津市二タ子3-214-6 唐津港湾合同庁舎                                                                             | 佐賀県のうち 唐津市及び東松浦郡 | |
| 厳原税関支署     | 厳原税関支署                                     | 長崎県対馬市厳原町東里341-42 厳原地方合同庁舎                                                                          | 長崎県のうち 対馬市及び壱岐市 | |
|                  | 比田勝出張所                                     | 長崎県対馬市上対馬町比田勝ダラの木956-7                                                                                | 長崎県のうち 対馬市（一部） | |
| 大分税関支署     | 大分税関支署                                     | 大分県大分市大字海原字地浜916-5 大分港湾合同庁舎                                                                       | 大分県 | |
|                  | 佐伯出張所                                       | 大分県佐伯市鶴谷町2-3-30 佐伯港湾合同庁舎                                                                              | 大分県のうち 佐伯市 | |
| 津久見出張所     | 大分県津久見市港町8-5 津久見港湾合同庁舎         | 大分県のうち 臼杵市及び津久見市                                                                                        | | |
| 大分空港出張所   | 大分県国東市安岐町下原13                         | 大分県のうち 国東市大分空港                                                                                            | | |
| 細島税関支署     | 細島税関支署                                     | 宮崎県日向市竹島町1 細島港湾合同庁舎                                                                                   | 宮崎県 | |
|                  | 宮崎空港出張所                                   | 宮崎県宮崎市大字赤江297 宮崎空港内                                                                                     | 宮崎県のうち 宮崎市、都城市、小林市、えびの市 北諸県郡、西諸県郡、東諸県郡 | |
| 油津出張所       | 宮崎県日南市油津4-12-1 油津港湾合同庁舎          | 宮崎県のうち 日南市、串間市                                                                                            | | |

## 金地金の密輸
日本の税制度を悪用し、密輸した金を日本で売ることによって不当な利益を得る犯罪があるが、これを取り締まる税関の中で門司税関が最多で2018年には345件、1.2トンもの地金が押収されている。